# Os Elixires do Diabo
Os Elixires do Diabo (em alemão: Die Elixiere des Teufels) é um romance de 1815 de E. T. A. Hoffmann. A ideia básica para a história foi adotada do romance O Monge, de Matthew Gregory Lewis, que é mencionado no texto.
Embora o próprio Hoffmann não fosse particularmente religioso, ele ficou tão fortemente impressionado pela vida e atmosfera em uma visita a um mosteiro da Ordem dos Frades Menores Capuchinhos que decidiu escrever o romance naquele cenário religioso. Caracteristicamente para Hoffmann, ele escreveu o romance inteiro em apenas algumas semanas. Os Elixires do Diabo são descritos por alguns críticos literários como se enquadrando no gênero do romance gótico (chamado Schauerroman em alemão). Pode ser classificado no subgênero do romantismo sombrio, e foi dito por estudiosos de sua época que se enquadrava na tradição dos grotescos de Jacques Callot.

## Enredo
Os Elixires do Diabo é predominantemente uma narrativa em primeira pessoa relatada pelo frade capuchinho Medardus. Ele ignora a história de sua família e o que ele sabe sobre sua infância é baseado em fragmentos de memória e alguns eventos que sua mãe lhe explicou.
Medardus não consegue resistir ao elixir do diabo, que lhe foi confiado e que desperta nele desejos sensuais. Depois de ser enviado de seu claustro para Roma, ele encontra um conde, disfarçado de frade como um meio de ver seu amante, e o empurra (intencionalmente ou não é ambíguo) de um "Teufelssitz" ("poleiro do diabo"). Sem o conhecimento de todos os envolvidos, o conde é meio-irmão de Medardus e a amante do conde é sua meia-irmã. O Conde se torna seu sósia lunático e cruza seu caminho diversas vezes depois que Medardus abandona sua posição eclesiástica, vagando pelo mundo. O Conde se torna seu doppelgänger lunático e cruza seu caminho diversas vezes depois que Medardus abandona sua posição eclesiástica, vagando pelo mundo.
A história é centrada em seu amor por uma jovem princesa, Aurelie. Após assassinar sua madrasta (a meia-irmã acima mencionada) e seu irmão, Medardus foge para uma cidade. Após sua conexão diabólica ser descoberta por um velho pintor, Medardus foge da cidade com a ajuda de um cabeleireiro "tolo" com duas personalidades, que serve como um contraste para a identidade dupla destrutiva de Medardus, vivendo alegremente como Peter Schoenfeld e Pietro Belcampo. Ele chega à corte de um príncipe, logo seguido por Aurelie. Ela reconhece o frade como o assassino de seu irmão e Medardus é jogado na prisão. Ele é solto somente depois que o doppelgänger aparece e é tomado como o assassino.
Tendo se passado por um nobre polonês enquanto estava na prisão, ele fica noivo de Aurelie. No dia do casamento, no entanto, ele é dominado por um ataque de loucura, ouvindo a voz do doppelgänger, o que tem ocorrido cada vez mais frequentemente até este ponto; ele esfaqueia Aurelie, liberta o doppelgänger enquanto ele estava sendo levado para sua execução, e corre pelo deserto lutando contra o doppelgänger por meses até que ele acorda em um claustro italiano, mais uma vez salvo por Pietro/Peter. Ele está mais uma vez vestindo seu vestido com o nome Medardus costurado nele.
Retornando à sua identidade original, Medardus passa por um intenso processo de arrependimento e descobre sua história familiar lendo o diário de um pintor. Depois de se encontrar com o Papa e se envolver em uma intriga política potencialmente fatal do Vaticano (o que sugere que ele ainda pode ter ambições diabólicas de poder), Medardus retorna ao claustro alemão. Uma grande festa está sendo realizada - Aurelie logo fará seus votos finais para se tornar uma freira. Mais uma vez, ele deve lutar contra sua luxúria. Assim que ele parece ter dominado, o doppelgänger corre e esfaqueia Aurelie, fatalmente dessa vez, e mais uma vez escapa. No final, ele escreve este manuscrito como um ato de penitência. Uma nota final do bibliotecário do claustro revela as circunstâncias de sua morte – ou seja, uma risada histérica que lança dúvidas sobre sua redenção implícita da possessão satânica. (Ou – já que ele morre em um sono tranquilo exatamente um ano depois de Aurelie, ele se arrependeu; e o riso foi dado por seu meio-irmão, ainda à espreita nas câmaras escondidas do claustro, ainda incorporando a parte maligna da personalidade do protagonista, e ainda precisando de tempo para se arrepender, o que ele pôde fazer depois de se juntar ao mosteiro como frade com a ajuda de Leonardo.)

## Traduções em inglês
Em 1824, uma tradução resumida de Robert Pearse Gillies foi publicada como The Devil's Elixir. Uma tradução completa e não resumida de Ronald Taylor foi publicada em 1963 como The Devil's Elixirs.